# Michel von Wyss
Michel von Wyss, né en 1947 à Saint-Aubin, est une personnalité politique suisse, sans parti. Il a été conseiller d'État du canton de Neuchâtel de 1989 à 1993. 

## Biographie
Fils de Robert von Wyss, médecin et de Josette Suter, laborantine, il est marié à Geneviève Bader et père de 3 enfants. 
Michel von Wyss a une licence en sciences économiques ; il travaille comme assistant social à l'office des mineurs du canton de Neuchâtel. Il quitte ensuite la Suisse pour le Mexique (1974) ; après 8 mois, il retourne en Suisse et se lance dans une activité de marchand d'olives sur les marchés. 
Parallèlement à ses activités professionnelles, il s'implique dans la vie politique de sa commune, La Chaux-de-Fonds, en lançant des initiatives en faveur de l'écologie. En 1989, avec le soutien du POP et des Verts, il est élu au Conseil d'État. 
Non réélu en 1993, il s'implique ensuite dans le développement des soins palliatifs. Il a été chef de projet, puis membre et président de la Fondation pour les soins palliatifs La Chrysalide à La Chaux-de-Fonds, ouvert en 1998. 
Depuis les années 2010, il travaille comme producteur de légumes.
Il a été objecteur de conscience face à l'obligation de servir dans l'armée suisse. Il a été président de Pro natura Neuchâtel.